# Bolesław Kwiatkowski
Bolesław Jan Kwiatkowski (ur. 28 lipca 1942 w Warszawie, zm. 13 lutego 2021 w Sydney) – polski koszykarz, reprezentant Polski, olimpijczyk.

## Życiorys
W młodości biegał na 800 metrów podczas czwartków lekkoatletycznych w Warszawie oraz grał w piłkę nożną (RKS Marymont). Od 1957 trenował koszykówkę. Rzucał świetnie z dystansu oraz był dobrym obrońcą.  W reprezentacji Polski rozegrał 114 spotkań m.in. podczas: igrzysk olimpijskich, mistrzostw Europy, czy mistrzostw świata, zdobywając łącznie 617 punktów. Po przenosinach do Łodzi reprezentował barwy ŁKS, po czym został jego trenerem (do 1981). Z łodzianami dwukrotnie awansował już jako trener do I ligi. Miało to miejsce w 1975 oraz 1980 roku. Z klubem tym sięgnął również po brązowy medal mistrzostw Polski (1978). W 1981 roku wyemigrował do Australii, gdzie pracował najpierw jako nauczyciel w-fu w szkole średniej w Sydney, przedsiębiorca (1994), prezes organizacji OLIMPOL, która zajmowała się pomocą polskim olimpijczykom tuż przed igrzyskami w Sydney (2000).
Żonaty (Małgorzata), ojciec dwóch córek (Barbara, Maria). Żona przez lata grała z powodzeniem w koszykówkę (była mistrzynią i reprezentantką kraju). Starsza z córek – Barbara – również uprawiała koszykówkę, młodsza natomiast tenis, startując nawet w Australian Open, podczas turnieju juniorek, już jako Australijka.

## Osiągnięcia
Na podstawie, o ile nie zaznaczono inaczej.
Drużynowe
- Mistrz Polski:
  - 1967
  - juniorów z AZS Warszawa (1960)
- Wicemistrz Polski (1962)
- 2-krotny zdobywca Pucharu Polski (1958, 1971)

Indywidualne
- Zawodnik roku polskiej ligi (1970)
- Powołany do składu gwiazd Europy w 1968

Reprezentacja
- Brązowy medalista mistrzostw Europy (1967)
- Uczestnik:
  - mistrzostw:
    - świata (1967 – 5. miejsce)
    - Europy (1967 – 3. miejsce, 1969 – 4. miejsce)

  - igrzysk olimpijskich (1968 – 6. miejsce)
  - kwalifikacji olimpijskich (1968 – 3. miejsce)
  - turnieju przedolimpijskiego (1968 – 2. miejsce)

Odznaczenie
- Brązowy Medal za Wybitne Osiągnięcia Sportowe (1967)[3]